# Federal Prospects Hockey League 2019-2020
La Federal Prospects Hockey League 2019-2020 è stata la decima edizione di questo campionato, la prima dopo il cambio di denominazione della primavera 2019. La stagione è stata dapprima sospesa (il 13 marzo 2020) e poi definitivamente cancellata (il successivo 16 marzo) a causa della pandemia di COVID-19.

## Squadre partecipanti
Le squadre iscritte sono salite a dieci, suddivise in due divisioni. Sono state confermate tutte e sei le squadre della stagione precedente, mentre sono state create quattro nuove franchigie: Battle Creek Rumble Bees, Columbus River Dragons, Danbury Hat Tricks e Delaware Thunder.

## Regular season

### Eastern Division
| Pos. | Squadra             | G  | V  | VOT | POT | P  | GF  | GS  | Pt | %     |
| ---- | ------------------- | -- | -- | --- | --- | -- | --- | --- | -- | ----- |
| 1.   | Danbury Hat Tricks  | 46 | 29 | 2   | 3   | 12 | 213 | 158 | 94 | 0.681 |
| 2.   | Elmira Enforcers    | 48 | 29 | 3   | 3   | 13 | 201 | 149 | 96 | 0.667 |
| 3.   | Watertown Wolves    | 48 | 22 | 3   | 2   | 21 | 192 | 182 | 74 | 0.514 |
| 4.   | Mentor Ice Breakers | 48 | 15 | 0   | 3   | 30 | 147 | 196 | 48 | 0.333 |
| 5.   | Delaware Thunder    | 45 | 12 | 1   | 1   | 31 | 165 | 206 | 39 | 0.289 |

### Western Division
| Pos. | Squadra                | G  | V  | VOT | POT | P  | GF  | GS  | Pt  | %     |
| ---- | ---------------------- | -- | -- | --- | --- | -- | --- | --- | --- | ----- |
| 1.   | Carolina Thunderbirds  | 46 | 33 | 2   | 5   | 6  | 219 | 106 | 108 | 0.783 |
| 2.   | Port Huron Prowlers    | 46 | 28 | 4   | 0   | 14 | 212 | 166 | 92  | 0.667 |
| 3.   | Danville Dashers       | 47 | 24 | 2   | 3   | 18 | 174 | 150 | 79  | 0.560 |
| 4.   | Columbus River Dragons | 46 | 18 | 6   | 1   | 21 | 195 | 183 | 6   | 0.486 |
| 5.   | BC Rumble Bees         | 48 | 1  | 0   | 2   | 45 | 94  | 304 | 5   | 0.035 |

Aggiornata al 13 marzo 2020
Criteri: 1) Percentuale di vittoria; 2) Numero di vittorie; 3) Punti; 4) Classifica avulsa; 5) Differenza reti

## Pandemia di COVID-19
La FPHL ha annunciato il 13 marzo di aver sospeso indefinitamente la stagione, a causa della pandemia di COVID-19.
Tre giorni più tardi venne invece ufficializzata la definitiva cancellazione della stagione.